# Clas Alströmer
Pour les articles homonymes, voir Alströmer.
Le baron Clas Alströmer, également nommé Klaus Alstroemer, né le 9 août 1736 à Alingsås et mort le 5 mars 1794 à Kungsbacka, est un aristocrate, entrepreneur et naturaliste suédois, disciple de Carl von Linné à l'université d'Uppsala.

## Biographie

### Famille et jeunesse
Clas Alströmer naît le 9 août 1736 à Alingsås, dans la province du Västergötland. Il est le fils de l'entrepreneur Jonas Alströmer (1685-1761) et de Margareta Clason. Il épouse Sara Katarina Sahlgren (1748-1818), la fille du directeur de la Compagnie suédoise des Indes orientales Niclas Sahlgren (1701-1776), le 6 décembre 1770.
À l'image de ses frères, il reçoit une éducation soignée et étudie l'histoire naturelle, la chimie et l'économie à l'université d'Uppsala à partir de mai 1750. Il y reçoit les enseignements de Carl von Linné (1707-1778) et de Johan Gottschalk Wallerius (1709-1785). Ses études sont interrompues lorsque son père lui confie la gestion de la partie agricole des propriétés familiales, mais il les reprend à partir de 1757. Il y côtoie alors les futurs naturalistes de renom Daniel Solander (1733-1782) et Torbern Olof Bergman (1735-1784).

### Entrepreneur
De 1760 à 1764, il effectue un voyage qui le conduit en Espagne, en Italie, en France, aux Pays-Bas et en Angleterre pour y étudier les techniques agricoles. Grâce aux recommandations de Linné, il a accès aux meilleures bibliothèques et lui fait part, en contrepartie, de ses observations naturalistes. Il lui fait parvenir également de nombreuses graines et plantes.
Avant même son retour en Suède, il est nommé en 1762 commissaire du Collège du commerce, à Stockholm avec pour tâche de superviser les bergers du Götaland et l'école de bergers d'Alingsås. En 1767, il quitte Stockholm pour Göteborg où il entre, trois ans plus tard, dans l'entreprise de son beau-père Niclas Sahlgren. Entretemps, en 1769, il est nommé membre de la Commission des douanes. De santé fragile, il n'y joue qu'un rôle modeste et c'est son frère Patrick Alströmer (1733-1804) qui succède à Sahlgren à la mort de ce dernier en 1776. En 1785, après la faillite de l'entreprise de Sahlgren qui ne survit pas au changement des conditions commerciales en Amérique du Nord après la fin de la Guerre d'indépendance des États-Unis, il se retire à Gåsevadsholm,.
Bien que membre du parti des Chapeaux, Alströmer n'a pas joué de rôle politique important.

### Scientifique
Clas Alströmer est doté d'un fort intérêt pour les sciences et il entretient des correspondances avec des personnalités scientifiques importantes: l'astronome Pehr Wilhelm Wargentin (1717-1783), le physicien Johan Carl Wilcke (1732-1796), le naturaliste Adam Afzelius (1750-1837), le botaniste Pehr Adrian Gadd (1727-1797), le biologiste Erik Gustaf Lidbeck (1724-1803), le chimiste Anders Jahan Retzius (1742-1821) et le naturaliste Carl Peter Thunberg (1743-1828). Il est également membre de l'Académie royale des sciences de Suède. Il prend la présidence de l'Académie en 1770 et prononce un discours consacré à l'élevage des moutons lorsqu'il est élu. En 1773, son beau-père, Niclas Sahlgren, fait un don important à l'Académie pour favoriser les recherches agronomiques et Alströmer examine de près l'utilisation de ces fonds. Il défend le projet de domestiquer l'Élan et, sur sa proposition, l'Académie offre une récompense à celui qui y parviendrait, une récompense qui n'a jamais pu être attribuée. Il n'a en revanche rédigé aucune contribution scientifique d'importance.
En 1778, il est élu membre de l'Académie des sciences de Göttingen. En 1781 et 1782, il finance le voyage de Carl von Linné le Jeune (1741-1783) dans différents pays européens. En 1783, il devient membre correspondant de l'Académie des sciences de Turin.
Clas Alströmer possède également une collection d'histoire naturelle à Göteborg et établit un jardin botanique à Kristinedal, près de Göteborg, tous deux dirigés par les botanistes Jonas Theodor Fagraeus (1729-1797) et Anders Dahl (1751-1789), qui ont également suivi les enseignements de Linné à Uppsala.
Il meurt le 5 mars 1794 à Kungsbacka, dans la province du Halland.

## Hommages
Le genre Alstroemeria est nommé en son honneur par Linné,.

## Source de la traduction
- (en) Cet article est partiellement ou en totalité issu de l’article de Wikipédia en anglais intitulé « Clas Alströmer » (voir la liste des auteurs).

- (de) Cet article est partiellement ou en totalité issu de l’article de Wikipédia en allemand intitulé « Claes Alströmer » (voir la liste des auteurs).